# Drambon
Drambon é uma comuna francesa na região administrativa da Borgonha-Franco-Condado, no departamento de Côte-d'Or. Estende-se por uma área de 4,87 km². Em 2010 a comuna tinha 196 habitantes (densidade: 40,2 hab./km²).